# Nayara Energy
Nayara Energy — индийская нефтегазовая компания . Штаб-квартира компании расположена в Мумбаи; компании принадлежит второй крупнейший НПЗ Индии, который находится в городе Вадинар (штат Гуджарат). Розничная сеть компании насчитывает более 6000 автозаправочных станций. С 2016 года Nayara Energy контролировалась компаниями «Роснефть» (49.13 %), Trafigura и United Capital Partners.

## История
Essar Oil была основана в 1989 году как нефтедобывающая и нефтеперерабатывающая компания в составе Essar Group. В 1996 году началось строительство НПЗ в Вадинаре, но из-за финансовых проблем завод стоимостью 2,4 млрд долларов начал работу только в 2006 году; комплекс в Вадинаре кроме завода включает порт для приёма танкеров и собственную электростанцию.
До 2015 года Essar Oil была публичной компанией, её акции котировались на двух крупнейших биржах Индии (Бомбейской и Национальной). В 2015 году акции были сняты с листинга, в 2017 году Essar Oil была куплена консорциумом из «Роснефти», Trafigura и United Capital Partners за $12.9 млрд .
В июне 2018 года название компании было изменено на Nayara Energy.

## Собственники и руководство
Акционерами компании являются «Роснефть» (через сингапурский холдинг Rosneft Singapore Pte. Limited) и Kesani Enterprises Company Limited (по 49 %), Kesani контролируется сингапурской торговой компанией Trafigura и российской инвестиционной компанией United Capital Partners (также по 49 %).
Председателем совета директоров компании является Чарльз Энтони Фонтейн (Charles Anthony Fountain), в совет директоров также входят Джонатан Коллек, Прасад Паникер, Аврил Конрой, Александр Романов, Дипак Капур, Виктория Каннингем, Чин Хве Тан, Кржижтов Зелицки, Наина Лал Кидвай, Алексей Лизунов.
Главным исполнительным директором с 2021 года является Алоис Вираг (Alois Virag), который до этого был вице-президентом австрийской компании OMV.
В январе 2023 года, на фоне антироссийских санкций, Trafigura продал 24,5% акций  итальянской компании Mareterra Group.

## Деятельность
За 2020/21 финансовый год на НПЗ компании было переработано 17,07 млн тонн нефти (343 тыс. баррелей в сутки). Выручка за год составила 886 млрд рупий ($11,7 млрд), из них 680 млрд пришлось на Индию, другими значимыми рынками являются Сингапур, Мозамбик, ОАЭ и ЮАР.

## Санкции
18 июля 2025 года, из-за российского вторжения в Украину, Nayara Energy была включена в санкционный список стран Евросоюза так как компания «вовлечена в экономический сектор, приносящий существенный доход Правительству РФ, которое несёт ответственность за аннексию Крыма и дестабилизацию Украины».